# Dynastie Jin de l'Ouest
Pour un article plus général, voir Six dynasties.
Pour les articles homonymes, voir Jin.
265–316
Entités précédentes :
- Royaume de Wei
- Royaume de Shu
- Royaume de Wu

Entités suivantes :
- Dynastie Jin de l'Est
- Seize Royaumes

La dynastie Jin de l'Ouest (ou Jin occidentaux, Xi Jin 西晋) est une dynastie chinoise fondée en 265 et destituée en 317. Elle constitue avec la dynastie Jin de l'Est (317-420) qui lui succéda une séquence de deux dynasties successives portant le nom de Jin (晋), que l'historiographie traditionnelle chinoise reconnaît parfois comme une seule dynastie Jin, fondées par des membres de la famille militaire des Sima (司马).
Les membres du clan Sima connurent une ascension rapide dans le royaume de Wei, un des Trois Royaumes de Chine du IIIe siècle, dominant la Chine du Nord. Après plusieurs succès militaires, surtout la conquête du royaume de Shu en 263, Sima Yan organisa l'abdication du dernier empereur Wei et prit le titre impérial. En 280, par la conquête du royaume de Wu, il réunifiait la Chine et mettait fin à la période des Trois royaumes. La dynastie connut par la suite une dizaine d'années de prospérité, avant de s'enfoncer dans une crise profonde, marquée par des luttes pour le pouvoir au sein du clan Sima (la Guerre des huit princes). Ces troubles provoquèrent une perte d'autorité du pouvoir impérial, dont profitèrent plusieurs chefs militaires issus des peuples nomades originaires des régions situées au nord et à l'ouest de la Chine, notamment les Xiongnu et les Xianbei. Dans les années 300-310, ils achevèrent ce qui restait de la puissance militaire des Jin et fondèrent plusieurs dynasties, avant que la dynastie Jin ne soit renversée en 317. La Chine du Nord passait alors sous la domination des « Barbares », période connue sous le nom de Seize Royaumes. La dynastie Jin fut relevée dans le Sud de la Chine par un membre du clan Sima qui était un lointain cousin de la famille impériale, fondant avec l'appui d'anciens hauts dignitaires des Jin occidentaux émigrés dans le Sud la dynastie Jin de l'Est (317-420), inaugurant ainsi une longue période de séparation entre la Chine du Nord et la Chine du Sud, qui devait durer jusqu'à la réunification par la dynastie Sui en 589.
Seule dynastie à être parvenue à dominer la Chine unifiée entre la fin de la dynastie Han (années 184-220) et le début de la dynastie Sui (année 581-589), durant la longue période de division de la Chine, l'historiographie traditionnelle chinoise a loué de la dynastie des Jin occidentaux pour son succès à réunifier le pays et la période de prospérité qui s'ensuivit (ère Taikang, 280-289). Mais son déclin rapide et la situation catastrophique de la Chine au début du IVe siècle, suivie de la domination de dynasties non chinoises fit l'objet de critiques. Cette dynastie, dans la continuité de celles des Trois Royaumes et de la même manière que les dynasties du Nord et du Sud qui lui succédèrent, fut marquée par l'échec du clan militaire victorieux à instaurer un régime politique durable. Elle vit l'affirmation des grands lignages aristocratiques et des chefs de guerre « barbares » qui devaient occuper une place majeure dans l'histoire politique chinoise des siècles suivants. Du point de vue culturel, cette période marqua un retour en grâce des traditions confucéennes après une période d'essor des courants taoïsants, à contre-courant des tendances générales de la longue période de division, et fut marquée par l'activité de plusieurs poètes remarquables (Lu Ji, Pan Yue, Zuo Si) prolongeant les traditions de l'époque Han, mais victimes des troubles politiques de l'époque.

## La fondation de la dynastie Jin
| « Trois Royaumes » 220-280 : 60 ans                                  | « Trois Royaumes » 220-280 : 60 ans                                  |
| -------------------------------------------------------------------- | -------------------------------------------------------------------- |
| Chine du Nord : Wei à Luoyang (220-265)                              | Chine du Sud-Ouest : Shu (221-263) ; Chine du Sud-Est : Wu (229-280) |
| Jin occidentaux à Luoyang 265-316 : 51 ans (réunification : 280-316) |                                                                      |
| nouvelles fragmentations                                             |                                                                      |
| au Nord : « Seize Royaumes » : 304-439 : 135 ans                     | au Sud : Jin orientaux 317-420 : 103 ans                             |
| « Dynasties du Nord »                                                | « Dynasties du Sud »                                                 |
| Wei du Nord 386-534 : 148 ans                                        | Song du Sud 420-479 : 59 ans                                         |
| Wei de l'Est 534-550 : 16 ans                                        | Qi du Sud 479-502 : 23 ans                                           |
| Wei de l'Ouest 535-556 : 21 ans                                      | Liang 502-557 : 55 ans                                               |
| Qi du Nord 550-577 : 27 ans                                          | Liang postérieurs, ou Liang du Sud 555-587 : 32 ans                  |
| Zhou du Nord 557-581 : 24 ans                                        | Chen 557-589 : 32 ans                                                |

### L'ascension du clan Sima

L'extension approximative des Trois royaumes vers 260, à la veille de la conquête de Shu par Wei.

Le clan Sima, fondateur de la dynastie Jin, était dirigé par une lignée d'administrateurs et de généraux ayant servi sous les Han postérieurs (9-220) et le royaume de Wei, un des Trois Royaumes (220-265). Sima Fang (149-219) fut ainsi un membre du censorat impérial à la fin de la dynastie Han, et participa à la promotion du général Cao Cao à des postes importants, ce qui semble expliquer pourquoi ce dernier, une fois devenu le maître de la cour impériale, prit en retour à son service les fils de Sima Fang, en premier lieu l'aîné Sima Liang (171-217) et le cadet Sima Yi (179-251),. Sima Yi devint un ami proche du fils de Cao Cao, Cao Pi, fondateur du royaume de Wei en 220 après la destitution du dernier empereur Han. À la mort de Cao Pi en 226, son jeune fils Cao Rui n'était pas en âge de gouverneur, et on nomma plusieurs régents, parmi lesquels Sima Yi qui devint également le commandant militaire suprême de Wei. Son plus haut fait d'armes fut de vaincre en 238 le clan des Gongsun qui tenait la Mandchourie depuis plusieurs décennies. Cao Rui mourant à son tour en 238 avec un successeur, Cao Fang, trop jeune pour gouverner, le pouvoir de Sima Yi fut renforcé, puisqu'il partageait désormais la régence du royaume aux côtés du seul Cao Shuang, administrateur civil issu du clan au pouvoir. Fort de ses succès militaires et d'une stratégie d'alliances au sein de plusieurs des grandes familles de Wei, Sima Yi écarta finalement Cao Shuang (en 249), qu'il fit exécuter pour trahison avec nombre de ses partisans et plaça sous sa coupe l'empereur. Il fut dès lors le véritable maître du royaume, position dont il ne profita que deux années puisqu'il mourut en 251.
Le fils de Sima Yi, Sima Shi, hérita de la position dominante forgée par son père, mais ses premières campagnes militaires, contre le royaume méridional de Wu et contre les peuples du Nord, ne confortèrent pas sa position, menacée par plusieurs membres du clan Cao cherchant à récupérer la direction des affaires du royaume de Wei. Il fit ainsi régulièrement face à des conspirations visant à le renverser. Sima Shi réagit vigoureusement, en déposant en 254 l'empereur Cao Fang pour le remplacer par son cousin Cao Mao. L'année suivante, le général Guanqiu Jian se souleva avec les partisans des Cao, et fut difficilement vaincu. Sima Shi mourut peu après, et son frère cadet Sima Zhao lui succéda à la tête du clan, devant à son tour vaincre un général de Wei, Zhuge Dan. En 260, l'empereur Cao Mao tenta de renverser les Sima, mais fut vaincu, tué et remplacé par un autre membre du clan Cao, Cao Huan. 
L'ascension du clan Sima et sa stabilisation au pouvoir se fit grâce aux talents militaires de ses chefs, mais également en ralliant les grandes familles du royaume de Wei. Cela se fit notamment par un ensemble d'alliances matrimoniales qui les lia à plusieurs grandes familles, mais aussi du point de vue idéologique en se présentant comme des confucéens modèles, les valeurs de ce courant étant partagées par les principales grandes familles chinoises de l'époque tandis que les Cao avaient une approche plus réaliste et autoritaire (« légiste ») et soutenaient par ailleurs les courants taoïstes. Cela les plaça de fait dans une position de primus inter pares qui pourrait expliquer pourquoi ils ne revendiquèrent pas le titre impérial alors qu'ils avaient de fait le pouvoir depuis 251.

### La prise du titre impérial et la réunification
Après avoir essuyé pendant une dizaine d'années une série d'attaques sans lendemain de la part du royaume de Shu, alors dirigé de fait par le général Jiang Wei, transfuge du royaume de Wei, les troupes de Sima Zhao conduites par le général Zhong Hui menèrent à bien la conquête de Shu. Après avoir réduit une tentative de Zhong Hui allié à Jiang Wei de restaurer l'indépendance de cette région en 264 puis pris le contrôle de la majeure partie de l'ancien territoire de Shu, le pouvoir de Sima Zhao fut incontesté. Il dirigeait de fait le royaume sans opposition et son récent succès militaire ouvrait la voie vers le changement dynastique. Il prit le titre de roi de Jin et reçut de la part de l'empereur les « Neuf distinctions », une série d'honneurs de premier ordre, premier pas vers la prise du titre impérial. À sa mort en 265, son fils et successeur Sima Yan ne jugea plus nécessaire de préserver la fiction de la détention du pouvoir par les Cao, et reçut l'abdication du dernier empereur de Wei en février 266, fondant la dynastie impériale des Jin. Il devait être connu sous son nom impérial (posthume) Wu des Jin.
La nouvelle dynastie Jin était en position de force pour dominer la Chine : elle avait récupéré les domaines riches, peuplés et bien administrés du royaume de Wei, et soumis le Sichuan après avoir vaincu Shu. Lui faisait encore face le royaume de Wu, qui était déchiré par des querelles internes et avait des capacités de mobilisation militaires au moins deux fois inférieures aux siennes, comme en témoignent les expéditions de faible ampleur et rapidement avortées qu'il lança contre Jin dans les années suivant la chute de Shu. Alors que plusieurs de ses conseillers le pressaient d'attaquer, Sima Yan/Wu ne se porta pas contre cet adversaire désigné et différa la campagne, dont les préparatifs furent pourtant amorcés dès 269 et confiés au général Yang Hu. Il fallut d'abord mener plusieurs campagnes au Nord, face aux peuples Xiongnu et surtout Xianbei établis dans le Gansu et conduits par le chef tribal Tufa Shujineng. Ce n'est qu'en 279 que les provinces du Nord furent pacifiées. 
Malgré des capacités militaires bien moindres, le royaume de Wu restait un adversaire capable d'opposer une résistance redoutable en raison de sa position défensive sur le Yangzi. Le plan de conquête, établi par plusieurs généraux au service des Jin, consistait en deux attaques coordonnées : une offensive menée depuis le nord à travers les vallées de la Han et de la Huai par des troupes terrestres menées par Sima Zhou (divisées en cinq groupes), et une autre menée depuis le Sichuan par une flotte descendant le Yangzi, dirigée par le gouverneur Wang Jun de la province de Yi. Ce fut un succès total, permettant d'assiéger la capitale de Wu, Jianye (l'actuelle Nankin) au printemps 280. L'empereur de Wu, Sun Hao, fut abandonné par ses troupes, et dut capituler. Une révolte fomentée depuis les anciens pays de Wu l'année suivante fut rapidement matée. La Chine était donc réunifiée après environ un siècle de division de facto, et soixante années après la fin de la dynastie Han, marquant la fin définitive de l'époque des Trois Royaumes.

### L'organisation de l'empire

L'empire des Jin occidentaux et ses provinces après la réunification, dans les années 280, avec la localisation des principaux peuples non-Han établis dans l'empire où sur ses marges.

La décennie suivant la réunification, l'ère Taikang (280-289) fut idéalisée par les historiens postérieurs qui la considéraient comme une période de grande prospérité, longtemps désirée après un siècle de troubles et de division de fait, cette situation étant vue comme anormale dans l'optique d'un empire chinoise unifié. 
L'empereur Wu n'avait cependant pas attendu la réunification pour entreprendre un ensemble de mesures politiques visant à assurer la stabilisation de son pouvoir et mettre fin aux troubles. Il avait pris plusieurs mesures symboliques visant à marquer le changement dynastiques et à renforcer la légitimité de son clan. Il promulgua en 267 le Code des Jin, corpus juridique issu d'une révision du Code des Wei, entreprises dès 264 par Sima Zhao. Ce nouveau texte comprenait notamment des allègements des châtiments les plus durs, pour mieux marquer la rupture avec la ligne politique dure des Cao-Wei. Par ailleurs, lors de son avènement en 266, l'empereur Wu promulgua une amnistie de divers opposants, notamment les membres du clan Liu d'où était issue la dynastie Han et ceux du clan Cao des Wei, qui n'étaient plus vu comme une menace pour son autorité. De plus, un nouveau code rituel fut promulgué en 269, apportant des changements dans les rites liés à l'exercice du pouvoir, ce qui constitue une mesure symbolique forte vu l'importance des rites impériaux en Chine médiévale, notamment pour les confucéens.
Du point de vue administratif, l'empire des Jin comprenait un découpage en plusieurs circonscriptions reprises de l'ère Han : les provinces (zhou), les commanderies (jun) et les districts (xian). Mais dès 266 une modification de cette structure est apportée par la création de principautés/royaumes (guo, terme générique désignant les « pays »), des sortes de fiefs concédés à des membres du clan Sima ayant le titre de princes/rois (wang), en premier lieu les frères et oncles de l'empereur (et par ailleurs l'ancien empereur Yuan des Wei destitué). Ces circonscriptions étaient assez importantes puisqu'elles comprenaient peut-être jusqu'à 20 % de la population de l'empire. En principe les princes pouvaient percevoir les impôts de ces principautés, y rémunérer l'administration, y entretenir une armée en fonction de sa population, mais dans les faits la plupart d'entre eux choisit de rester à la capitale et de ne pas résider sur ses terres. En 277, dans une situation d'insécurité en raison des menaces des peuples du Nord, l'empereur procéda à de nouveaux découpages et à des réattributions de ces principautés, notamment pour en confier à ses fils. Il ajouta une obligation de résidence sur les terres. Cela avait sans doute plusieurs objectifs : éloigner les princes de la cour où ils pourraient constituer une menace, mais aussi améliorer la défense du pays en les obligeant à entretenir une armée et à la conduire en cas de troubles. Les Sima-Jin avaient par ailleurs affaibli le système des colonies agricoles militaires (tuntian) instauré par Cao Cao, entités territoriales censées entretenir des troupes par l'exploitation de champs. Sima Zhao avait décidé en 264 de transférer une grande partie de leur administration à l'administration provinciale courante, et cela fut confirmé lors de la fondation de la dynastie.
La défense de l'empire était traditionnellement confiée à une armée intérieure, stationnée dans la capitale Luoyang, elle-même organisée autour d'une garde impériale et d'un corps d'intervention, et des troupes localisées dans les provinces, confiées à des commandants militaires désignés par l'empereur (appelés dudu), tandis que les gouverneurs provinciaux disposaient aussi de troupes locales, de même que les princes. Après la réunification de 280, l'empereur Wu décida de démobiliser les troupes des gouverneurs, qui perdaient leurs prérogatives militaires, les provinces devant se contenter de milices locales. Les principautés conservaient en revanche leurs troupes, et les fils de l'empereur virent leurs responsabilités militaires étendues, plusieurs étant nommés commandants de troupes locales. En confiant de telles responsabilités aux membres de son lignage, l'empereur espérait sans doute aussi éviter l'ascension de potentats régionaux comme ceux qui avaient dépecé l'empire Han, et de clans rivaux comme le sien avait pu l'être aux Cao.
Parmi les autres mesures pris après la réunification, un recensement fut organisé en 280, et révéla que l'empire réunifié, constitué de 19 provinces subdivisées en 173 commanderies et royaumes, comprenait 2 459 840 foyers et 16 163 863 sujets, contre 10 677 960 foyers et 56 486 856 individus pour le recensement organisé en 157 sous les Han postérieurs. Cette diminution est certes due en bonne partie aux destructions causées par les conflits ayant eu lieu entre les deux dates, qui avaient entraîné une baisse démographique et des migrations, créé des zones d'instabilité où le pouvoir n'avait plus d'autorité. Mais elle révèle aussi un autre phénomène important : les foyers recensés n'étaient en fait que ceux qui devaient des impôts et des corvées à l’État ; or comme ceux dépendant des grands domaines, devenu plus étendus depuis l'époque des Han antérieurs, n'étaient pas des redevables directs à l’État, ils n'étaient pas comptabilisés, ce qui explique pourquoi tant de personnes ont « échappé » aux recenseurs. C'est sans doute pour faire face à cette concentration des terres qui diminuait ses recettes fiscales que l'empereur Wu proclama une nouvelle loi agraire (appelée zhantian) visant à redistribuer des terres aux paysans.

## Le délitement de l'empire des Jin

### La famille impériale déchirée
L'empereur Wu s'éteignit en 290 après un long règne, et lui succéda son fils héritier Sima Zhong (nom posthume Hui), qui était faible d'esprit et n'était donc pas en mesure d'exercer les fonctions de direction de l'État. La cour passa alors sous le contrôle de sa mère, l'impératrice douairière Yang, qui confia la régence à son père Yang Jun. Cette situation déplut à l'épouse principale de l'empereur Hui, l'impératrice Jia, qui organisa un coup d'État avec l'appui de deux frères de son époux, Sima Wei le prince de Chu et Sima Yun le prince de Huainan, détenteurs de commandements militaires majeurs. En effet, les réformes de l'organisation administrative et militaire de l'empire par l'empereur Wu après la réunification avaient conduit à une accumulation de pouvoir considérable pour certains princes de la famille impériale. À la mort de l'empereur en 290, six d'entre eux étaient des commandants militaires (dudu) importants (disposant de troupes permanentes de plus de 20 000 soldats), cumulant ces postes avec des gouvernements de vastes provinces, et d'une manière générale l'administration provinciale était tenue par la famille impériale : la province de Yu dans la plaine Centrale, où se trouvait Sima Jiong le prince de Qi (cousin de l'empereur) ; Ye (ancienne capitale de Wei) dans la basse vallée du fleuve Jaune où se trouvait Sima Ying le prince de Chengdu (frère de l'empereur) ; la province de Yong autour de Chang'an (ancienne capitale des Han) dans la vallée de la rivière Wei confiée à Sima Yong le prince de Hejian (cousin éloigné de l'empereur) ; Sima Lun le prince de Zhao, fils de Sima Yi, dirigeait une province septentrionale (Ji ; il devait partir par la suite pour Yong), tandis que le prince de Chu disposait de la province de Jing, sur le cours moyen du Yangzi, située stratégiquement entre la Chine du Nord et celle du Sud, et le prince de Huainan de la province de Yang, sur le Bas Yangzi. Pour compléter la mainmise de la famille impériale sur l'appareil militaire de l'empire, les postes de commandement des armées de la capitale étaient également détenus par des princes. 
Cet incident marqua le début d'une longue période de troubles surnommée la « guerre des huit princes »<, parce qu'elle mit aux prises plusieurs princes du clan Sima luttant pour le pouvoir, alors que l'empereur Hui était inapte à gouverner et donc susceptible de devenir la marionnette de celui qui imposerait sa puissance. Après l'assassinat de Sima Yan orchestré par l'impératrice Jia et le prince de Chu, la direction des affaires de l'empire échoit à Sima Liang, prince de Ru'nan, grand-oncle de l'empereur régnant. Mais il est vite assassiné à l'instigation de l'impératrice Jia et du prince de Chu, avant que celle-là se retourne contre celui-ci et le fasse exécuter pour avoir commandité l'assassinat précédent. 
L'impératrice devait dominer la cour impériale pendant une décennie, sans pour autant parvenir à exercer un contrôle fort sur les provinces, où les princes du clan Sima disposaient de bases solides et souvent d'une autonomie de fait, d'autres gouverneurs accumulant par ailleurs d'importantes richesse, à l'image de Shi Chong dans la riche province de Jing (Hunan et Hubei actuels), rival d'autres personnages puissants de l'époque comme Wang Kai. En 300, l'impératrice organisa la chute et la mise à mort du prince héritier Sima Yu, sur lequel le clan Sima plaçait de grands espoirs et qui aurait pu revendiquer la direction des affaires de l'empire. Sima Lun le prince de Zhao, petit-frère de Sima Liang, ancien gouverneur provincial devenu chef de la garde impériale et jusqu'alors allié à l'impératrice, la fit assassiner puis prit le poste de premier ministre, éliminant au passage plusieurs personnalités de l'élite politique de l'empire (dont Shi Chong). Le clan Sima était ainsi parvenu à préserver son pouvoir, mais il se déchira rapidement quant à savoir qui devait diriger au sein du clan. Le prince de Huainan contesta l'autorité du nouveau chef du gouvernement, pénétra jusqu'aux portes du palais impérial mais fut tué in extremis. Le prince de Zhao en profita pour déposer l'empereur qu'il proclama empereur retiré, et monta sur le trône. Plusieurs autres princes se révoltèrent aussitôt contre lui pour protéger l'autorité de l'empereur déchu : Sima Jiong le prince de Qi, Sima Ying le prince de Chengdu et Sima Yong le prince de Hejian, trois des principaux commandants militaires provinciaux. Prises en tenaille, les troupes de Sima Lun furent vaincues, ses soutiens le trahirent, et il fut exécuté tandis que l'empereur Hui était libéré.
Les luttes entre princes du clan Sima ne s'arrêtèrent pas pour autant, aggravées en 302 par la mort de l'héritier présomptif ouvrant une crise pour la nomination d'un successeur à Hui : le prince de Qi domina d'abord la cour, mais celui de Hejian se retourna contre lui, obtenant l'appui de Sima Yih le prince de Changsha et commandant d'une troupe de la capitale, qui élimina Sima Jiong. L'empire était dès lors partagé entre le prince de Changsha, établi à Luoyang, celui de Hejian à Chang'an, et celui de Chengdu, établi à Ye. En 303, le deuxième et le troisième s'allièrent contre le premier, et leurs troupes assiégèrent la capitale. Le prince de Changsha fut à son tour trahi par un commandant de troupes de la cour, Sima Yue le prince de Donghai, qui le livra à Zhang Fang, un général servant le prince de Hejian, qui le fit mettre à mort par incinération lente. Le prince de Chengdu plaça alors la cour sous sa tutelle, mais le prince de Donghai s'allia à l'empereur contre lui. Leur campagne se solda par un échec, le prince de Donghai se réfugiant dans ses bases dans le Shandong tandis que l'empereur fut capturé et emmené à Ye, où résidait le prince de Chengdu qui se tenait physiquement éloigné des intrigues de la capitale. Mais les troupes frontalières du Nord soutenant le prince de Donghai, dont certaines étaient dirigées par le général Wang Jun, ancien allié de l'impératrice Jia et appuyées de contingents de troupes des peuples du Nord (Wuhuan et Xianbei), lancèrent une attaque contre Ye, le prince de Chengdu étant contraint de s'enfuir avec l'empereur. Capturés par les troupes du prince de Hejian dirigées par Zhang Fang, ils furent emmenés dans son fief de Chang'an. Le prince de Donghai revint alors de ses bases et leva des troupes contre celles du prince de Hejian. Le conflit prit un tournant plus violent, touchant de nombreuses provinces de l'empire dont les gouverneurs prenaient parti pour l'un ou pour l'autre. En 306, les troupes de Wang Jun prirent finalement le dessus, s'emparant de Chang'an qui fut mise à sac, permettant au prince de Donghai de prendre le dessus. Dans l'année qui suivit, survinrent les morts de plusieurs des principaux acteurs de la guerre des huit princes : l'empereur Hui, auquel succéda son jeune frère Sima Zhi (nom posthume Huai) ; le prince de Chengdu et ses fils, exécutés à l'instigation du prince de Donghai ; le prince de Hejian, mis à mort par un des frères du prince de Donghai (contre l'avis de ce dernier).
En quelques années, la prospérité de la fin du règne de Wu s'était dissipée, et les plus riches régions de l'empire étaient plongées dans des troubles renvoyant à ceux de l'époque de la chute de la dynastie Han. Il apparaît donc que, si la réorganisation du pouvoir militaire au profit de la famille impériale avait bien écarté la menace que faisaient peser sur elle les autres grandes familles militaires, elle n'avait fait que transporter la rivalité au sein même de la famille impériale, une fois que le pouvoir impérial montra les premiers signes de faiblesse au début du règne de l'empereur Hui. À cela devait s'ajouter une nouvelle forme de rivalité pour le pouvoir suprême, celle initiée par les chefs de guerre non-chinois venues prêter main-forte aux armées impériales, qui se mirent à leur tour à revendiquer la charge impériale, alors que les membres du clan Sima et leurs alliés avaient vu leurs forces militaires se désagréger et l'empire commencer à se fragmenter.

### Le triomphe des «Barbares»
Depuis l'époque des Han antérieurs, des groupes nomades « barbares » avaient été installés dans des provinces impériales, en échange de leur soumission à l'empire et de leur appui militaire. Cette politique avait été poursuivie par Cao Cao et Sima Zhao, puis par l'empereur Wu des Jin (établissement de 30 000 Xiongnu en 284, puis 100 000 en 286). Les Xiongnu représentaient ainsi une population importante dans la province de Bingzhou, située entre les actuels Shanxi, Mongolie-Intérieure et Hebei. Les Xianbei étaient installés dans le Gansu, où la tribu des Tufa avait constitué une menace aigüe sous la direction de Shujineng, et au nord-est de l'empire où se trouvaient les tribus Murong et Tuoba. D'autres groupes appartenant aux ethnies Di et Qiang constituaient également une part importante des populations des provinces occidentales, dont le poids démographique inquiétait des conseillers politiques chinois. Les Xiongnu de la province de Bingzhou, ou Xiongnu méridionaux (pour les distinguer des Xiongnu septentrionaux, les groupes situés en dehors de l'empire chinois) avaient eu tendance à se sédentariser et se siniser, mais ils préservaient leur identité et leur organisation politique, ayant à leur tête leur proche chef (portant le titre de chanyu), reconnu par le pouvoir impérial. Signe de leur soumission fluctuante, un groupe de Xiongnu s'était soulevé en 294. Cinq ans plus tard, c'étaient des groupes de Xiongnu et d'autres ethnies occidentales, les Di et les Qiang, qui avaient causé des troubles, embrasant la région de l'Intérieur des Passes (à la marge occidentale de l'empire, autour de Chang'an) pendant deux années. 
Profitant des troubles qui secouaient l'empire à partir de 300-301, plusieurs groupes s'allièrent aux belligérants de la guerre des huit princes, en profitant pour faire du butin et accumuler plus de puissance. Le chanyu des Xiongnu méridionaux, Liu Yuan, s'était fait octroyer dès 304 le titre très prestigieux de « prince de Han » par le prince de Chengdu, en échange de son appui militaire, devenant en dignité l'égal des princes du clan impérial. Mais il entendait se voir reconnaître une autorité plus grande, puisqu'il accomplit les rites sacrificiels au Ciel, réservés aux empereurs. La tradition historique chinoise a désigné cette dynastie sous le nom de Zhao antérieur. Liu Yuan reçut cependant peu d'appuis en dehors de groupes de brigands conduits par Shi Le, d'origine xiongnu, et Wang Mi, qui s'illustra notamment par le pillage de la grande ville de Xuchang, et de nomades Di et Xianbei, mais causa de nombreux troubles pendant les derniers temps de la guerre des huit princes, battant à plusieurs reprises les troupes des Jin et ravageant plusieurs régions, parvenant par la suite aux portes de Luoyang en 308 et 309. Ces campagnes avaient accentué la fragmentation de l'empire, et plusieurs groupes nomades prirent leur autonomie, à commencer par Shi Le qui se détacha progressivement de l'emprise des Xiongnu. D'autres chefs des peuples nomades s'imposèrent ailleurs, comme Yili de la tribu xianbei des Tuoba, qui après plusieurs victoires dans la partie nord-est de l'empire se fit reconnaître « duc de Dai » par l'empereur en 310 (puis Prince de Dai en 315), posant les bases de la future puissance des Wei du Nord. Dans les mêmes années, l'ancien royaume de Shu (le Sichuan) se rendait indépendant sous la direction de Li Te puis Li Xiong, d'ethnie Ba-Cong ; le second fonda la dynastie des Cheng Han en 304 et revendiqua le titre impérial en 306.
Liu Yuan mourut en 310, et fut remplacé par son fils Liu Cong qui réussit à réunir les troupes de son père autour de lui après avoir éliminé son frère Liu He qui était l'héritier présomptif. Cela donna du répit à Luoyang, mais l'appel à l'aide lancé par le prince de Donghai, qui dirigeait encore la cour, à destination des gouverneurs provinciaux fut ignoré. Il décida donc de transférer une partie de la cour en direction du sud-est (l'empereur Huai restant dans la capitale), dans des zones plus sûres, mais il meurt sur la route de l'exil en avril 311. Le groupe restant choisit de poursuivre sa route vers l'est, mais rencontra l'armée de Shi Le (qui avait pris son autonomie et élimina au passage Wang Mi), qui les écrasa, éliminant ainsi une bonne partie de ce qu'il restait de la famille impériale et de l'élite administrative des Jin. Luoyang, abandonnée par la cour, commença à être désertée par ses habitants et livrée à l'anarchie. Les troupes xiongnu conduites par Liu Yao (cousin de Liu Cong) y arrivèrent sur ces entrefaites, et s'emparèrent de la ville, capturant l'empereur et pillant les tombes impériales. Au sortir de plusieurs années de conflits, Luoyang fut quasiment désertée, le conquérant ne souhaitant pas en faire sa capitale.

### La fin des Jin occidentaux et l'exil méridional

Situation politique de la Chine du Nord en 327, au début de la période des Seize Royaumes et des Jin orientaux.

La prise de Luoyang marqua la fin de la domination effective des Jin occidentaux sur le Nord de la Chine. En 313, l'empereur Huai fut exécuté par les Xiongnu, mais un de ses neveux se proclama empereur des Jin à Chang'an (nom posthume Min). Il n'exerçait plus qu'une autorité symbolique alors que le Nord était dépecé entre plusieurs chefs de guerre « barbares », ouvrant la période des « Seize Royaumes des Cinq Barbares ». Finalement, Liu Yao mena les troupes des Xiongnu à Chang'an et le capture en 316, avant de le mettre à mort l'année suivante. Cet événement marqua la fin de la dynastie des Jin occidentaux. 
Les conflits à répétition avaient entraîné de nombreux troubles dans l'empire durant la période Yongjia (307-312), en plus des destructions dues aux conflits : épidémies, disettes et famines, déprédations de groupes de bandits. En réaction, nombreux furent ceux qui choisirent de quitter leurs foyers en direction de provinces plus épargnées par les conflits : les régions de Luoyang, de Ye et de Chang'an, la frange nord de l'empire furent délaissées au profit des régions périphériques de l'ancien pays comme le bassin de la rivière Han et le Bas Yangzi et dans une moindre mesure le Sichuan. 
L'héritage de la dynastie Jin fut relevé dans une de ses régions d'émigration épargnées par les troubles, dans la province de Yang dans le Bas Yangzi, à Jianye (l'actuelle Nankin), par un membre du lignage Sima, appelé 
Sima Rui, prince de Langye et commandant militaire de la province. C'est un arrière-petit-fils de Sima Yi, qui ne comprenait aucun des empereurs des Jin occidentaux parmi ses ancêtres, mais était appuyé par les généraux Wang Dao et Wang Dun du clan des Wang de Langye (qui étaient comme lui d'anciens soutiens du prince de Donghai). Il renforça son prestige en accueillant des personnalités de l'élite aristocratique des Jin occidentaux émigrées dans le Sud, mais fut finalement placé sous la tutelle des Wang, qui assurèrent la consolidation de cette nouvelle dynastie des « Jin orientaux ».

## Empereurs
| Nom posthume                                                                                               | Noms de famille et prénoms | Durée des règnes | Noms et date de début et de fin des ères |
| --- | -------------------------- | ---------------- | --- |
| Par convention, en Chinois le nom complet des Empereurs Jin se décompose comme suit : "Jin" + nom posthume |                            |                  | |
| Dynastie des Jin de l'Ouest 265–316                                                                        |                            |                  | |
| Wu di | Sima Yan                   | 266–290          | - Taishi 266–274 - Xianning 275–280 - Taikang 280–289 - Taixi 28 janvier 290 – 17 mai 290 |
| Hui Di | Sima Zhong                 | 290–307          | - Yongxi 17 mai 290 – 15 février 291 - Yongping 16 février - 23 avril 291 - Yuankang 24 avril 291 – 6 février 300 - Yongkang 7 février 300 – 3 février 301 - Yongning 1er juin 301 – 4 janvier 303 - Taian 5 janvier 303 – 21 février 304 - Yongan 22 février – 15 août 304 ; 25 décembre 304 – 3 février 305 - Jianwu 16 août – 24 décembre 304 - Yongxing 4 février 305 – 12 juillet 306 - Guangxi 13 juillet 306 – 19 février 307 |
| aucun | Sima Lun                   | 301              | - Jianshi 3 février – 1er juin 301 |
| Huai Di | Sima Chi                   | 307–311          | - Yongjia 307 – 313 |
| Min Di | Sima Ye                    | 313–316          | - Jianxing 313–317 |

## Lettres et pensée
La période des Trois Royaumes avait vu un renouveau de la pensée et de la littérature, en particulier dans le royaume de Wei. Les pensées taoïsantes de l'« étude du Mystère » (xuanxue) avaient connu une vogue durant l'ère Zhengshi (240-249) sous le patronage de Cao Shuang, dans le cadre des « causeries pures » (qingtan), débats intellectuels publics. Mais l'élimination de Cao Shuang par Sima Yi en 249 se solda par une purge qui toucha jusqu'à He Yan, un des principaux promoteurs de ces nouvelles idées. Le groupe de lettrés anticonformistes que la tradition a retenu sous la dénomination de « Sept Sages de la forêt de bambous », rejetant les honneurs publics par dépit face à la situation de la cour, compte également dans ses rangs des victimes des Sima, comme le poète Xi Kang (223-262) exécuté sur ordre de Sima Zhao. L'arrivée au pouvoir des Sima se solda par un retour en grâce du confucianisme, ou plutôt la « doctrine des noms » (mingjiao) comme on l'appelait alors, qui avait les faveurs des grandes familles, valorisant les qualités morales des individus et leur respect des traditions portées par les grands livres classiques dont l'étude était vue comme nécessaire pour l'accomplissement de toute personne. Wang Su, le beau-père de Sima Zhao, fut ainsi un influent commentateur des classiques, du courant des textes anciens (guwen). Du Yu (222-285), qui fut aussi un des généraux chargés de la conquête du Wu, a laissé un des commentaires les plus importants du Commentaire de Zuo, ouvrage majeur des études des classiques confucéens. Guo Xiang (v. 252-312) est quant à lui l'auteur de l'édition classique du Zhuangzi, qu'il allège de nombreux chapitres, et produit un commentaire majeur de cet ouvrage, où il développe ses propres idées et pose les bases pour des conceptions qui devaient être développées dans des courants du taoïsme et aussi du bouddhisme médiéval.
Une fois le pouvoir des Sima assuré et la dynastie Jin installée, les relations entre le pouvoir et les lettrés s'apaisèrent. Les premières années suivant la fondation de la dynastie furent marquées par une réorganisation de la Bibliothèque impériale, sous la direction de Xun Xu (mort en 289), un proche conseiller de l'empereur Wu qui avait auparavant servi Cao Shuang. Superviseur du Secrétariat impérial, de tradition confucéenne (il souhaitait revenir aux traditions idéalisées de l'antique dynastie Zhou), il dirigea la réécriture du code rituel de la musique et la rédaction d'un catalogue de la bibliothèque impériale (Zhong Jing Xin Bo, resté inachevé). Mais son intransigeance intellectuelle lui amena de nombreux ennemis, et causa finalement sa mise à l'écart de la cour en 287. En 279, le pillage de la tombe antique du roi Xiang'ai de Wei (318-296 av. J.-C.) située dans la commanderie de Ji (Jixian dans le Henan actuel) fut suivi par la récupération par les fonctionnaires locaux d'une grande quantité d'écrits sur lamelles de bambous qui y avaient été entreposés, permettant notamment la redécouverte d'écrits antiques perdus, les annales de l'État de Wei, connues dès lors sous le nom d'« Annales de Bambou » (Zhushu jinian) et un roman mythologique, la Chronique du Fils du Ciel Mu (Mu Tianzi Zhuan), qui furent réédités par Xun Xu et son équipe de lettrés. Un autre érudit important de la période de transition entre la fin des Wei est le début des Jin est Hangfu Mi (215-282), qui rédigea notamment une importante collection de biographies (Gaoshi zhuan).
Par la suite, après la mort de Wu, l'appui du pouvoir aux études classiques s'étiola, et les causeries pures revinrent dans le milieu des élites politique durant les années de domination de l'impératrice Jia. Son neveu Jia Mi patronna de nombreux lettrés dans les années 291-300, connus comme les « Vingt-quatre amis de Jia Mi », souvent dotés de fonctions à la Bibliothèque impériale ou dans une autre administration ; un de ses alliés, le riche gouverneur provincial Shi Chong, qui a laissé par ailleurs une image de personnage violent et corrompu, accueillit dans son domaine de la Vallée d'Or plusieurs des principaux poètes de l'époque ; à l'issue d'une de ces réunions il édita une collection de poèmes qui avaient été rédigés par les participants, dont il signa la préface qui nous est parvenue,. Le ministre Zhang Hua (232-300) fut par ailleurs un poète dont les œuvres décrivent le mode de vie aristocratique. Les poètes les plus fameux de l'époque sont Pan Yue (247-300), qui a laissé des poèmes sur les affaires de l'État, de touchantes lamentations sur le décès de son épouse et d'autres proches ; Lu Ji (261-303), qui est surtout reconnu pour son étude de critique poétique (Wen fu, « Fu sur la littérature ») ; et Zuo Si (v. 250-305), dont les œuvres les plus marquantes sont les fu dédiés aux capitales des Trois Royaumes. Les travaux de critique littéraire de Zhi Yu (mort en 311) font également partie des œuvres importantes de cette période rédigées dans le cercle de Jia Mi ; sa Collection littéraire organisée par genre (Wenzhang liubie ji) est considérée comme l'ouvrage fondateur de la tradition des anthologies littéraires qui devait s'épanouir durant les siècles suivants. Dans le domaine historiographique, on coucha par écrit les histoires de périodes passées, dans la continuité des travaux de Sima Qian et Ban Gu : Sima Biao (mort vers 306), membre du lignage impérial Sima, rédige la Continuation du Livre des Han (Xu Han Shu), prenant la suite du Livre des Han (Han Shu) de Ban Gu et traitant donc de la période des Han postérieurs, qui est aujourd'hui perdu mais dont on sait qu'il servit de base au Livre des Han postérieurs (Hou Han shu), rédigé par Fan Ye (398-446), ouvrage de référence sur cette période ; la Monographie des Trois Royaumes (Sanguo zhi), de Chen Shou (v. 233-297) concerne l'époque suivante (de la chute des Han à partir des années 180 jusqu'à la réunification par les Jin en 280), et est considérée comme une des plus remarquables œuvres historiographiques de la période médiévale, qui devait inspirer les nombreux récits populaires sur la période des Trois Royaumes, à commencer par le Roman des Trois Royaumes.
La vie intellectuelle et religieuse de la période des Jin de l'Ouest fut également marquée par la poursuite de l'expansion du bouddhisme en Chine, déjà entamée plus tôt dans le IIIe siècle sous les Trois Royaumes, même s'il était surtout répandu parmi les personnes originaires des régions extérieures à l'empire où cette religion est plus implantée. Il y aurait eu une quarantaine de temples bouddhistes et environ 300 moines à Luoyang durant la période Yongjia. Les traductions de textes bouddhistes, essentiellement du courant mahayana (comme le Prajnaparamita) en chinois furent poursuivies à cette période, surtout à l'initiative du moine yuezhi Dharmaraksa (266-313), qui fut actif à Dunhuang, sa ville d'origine, et Chang'an et Luoyang, où il enseigna la doctrine bouddhiste. 
Les troubles de la guerre des huit princes devaient mettre fin à cette période, en particulier lors de la répression qui suivit la chute de l'impératrice Jia, qui vit la mise à mort des ministres lettrés (Jia Mi, Shi Chong, Zhang Hua) et de plusieurs poètes (Pan Yue, Lu Ji) à l'instigation de princes Sima. Les années suivantes virent la mort troublée d'autres lettrés importants : Zhi Yu qui serait mort de faim lors du siège de Luoyang en 311, Pan Ni le neveu de Pan Yue et lui-même poète reconnu. La destruction de la Bibliothèque impériale lors de la prise de Luoyang causa la perte de nombreux ouvrages. Peu nombreux furent les lettrés qui survécurent à ces années difficiles et assurèrent la continuité des traditions intellectuelles. Dans le Nord, Liu Kun, un ancien membre du cercle de Jia Mi, général des Jin occidentaux, rédigea notamment des pétitions décrivant la situation difficile de l'ère Yongjia et d'autres conseillant Sima Rui de prendre la succession dynastique, ainsi que des poèmes sur sa vie de guerrier, et échangea des poèmes sur la fin de la dynastie Jin avec son ami Lu Chen ; ces deux personnages furent tués dans les combats liés à l'installation des dynasties non chinoises dans le Nord de la Chine. D'autres lettrés non tournés vers les armes choisirent l'exil méridional chez les Jin orientaux : Guo Pu (276-324), qui était à la fois spécialiste des arts occultes (notamment la divination), poète et auteur de commentaires littéraires (sur l’Er ya et le Shanhaijing) ; le bibliographe Li Chong (mort vers 320) qui poursuivit les travaux de classification des ouvrages entrepris par Xun Xu, les organisant en quatre catégories (« classiques » jing, « histoires » shi, « maîtres » (philosophes) zi et « anthologies » ji). La période guerrière des Seize Royaumes dans le Nord fut peu propice aux études lettrées, en dehors des travaux de moines bouddhistes, tandis que dans le Sud devait reprendre le flambeau une génération plus tard, après avoir reconstitué une partie des ouvrages perdus et formé une nouvelle génération de lettrés.